# Harborough Magna
Harborough Magna är en ort och civil parish i Storbritannien.   Den ligger i grevskapet Warwickshire och riksdelen England, i den södra delen av landet, 130 km nordväst om huvudstaden London. Harborough Magna ligger 113 meter över havet och antalet invånare är 461.
Terrängen runt Harborough Magna är platt. Runt Harborough Magna är det ganska tätbefolkat, med 207 invånare per kvadratkilometer. Närmaste större samhälle är Coventry, 14,6 km väster om Harborough Magna. Runt Harborough Magna är det i huvudsak tätbebyggt.